# 羅特格拉特山
46°57′45″N 11°12′25″E / 46.96255°N 11.207022°E

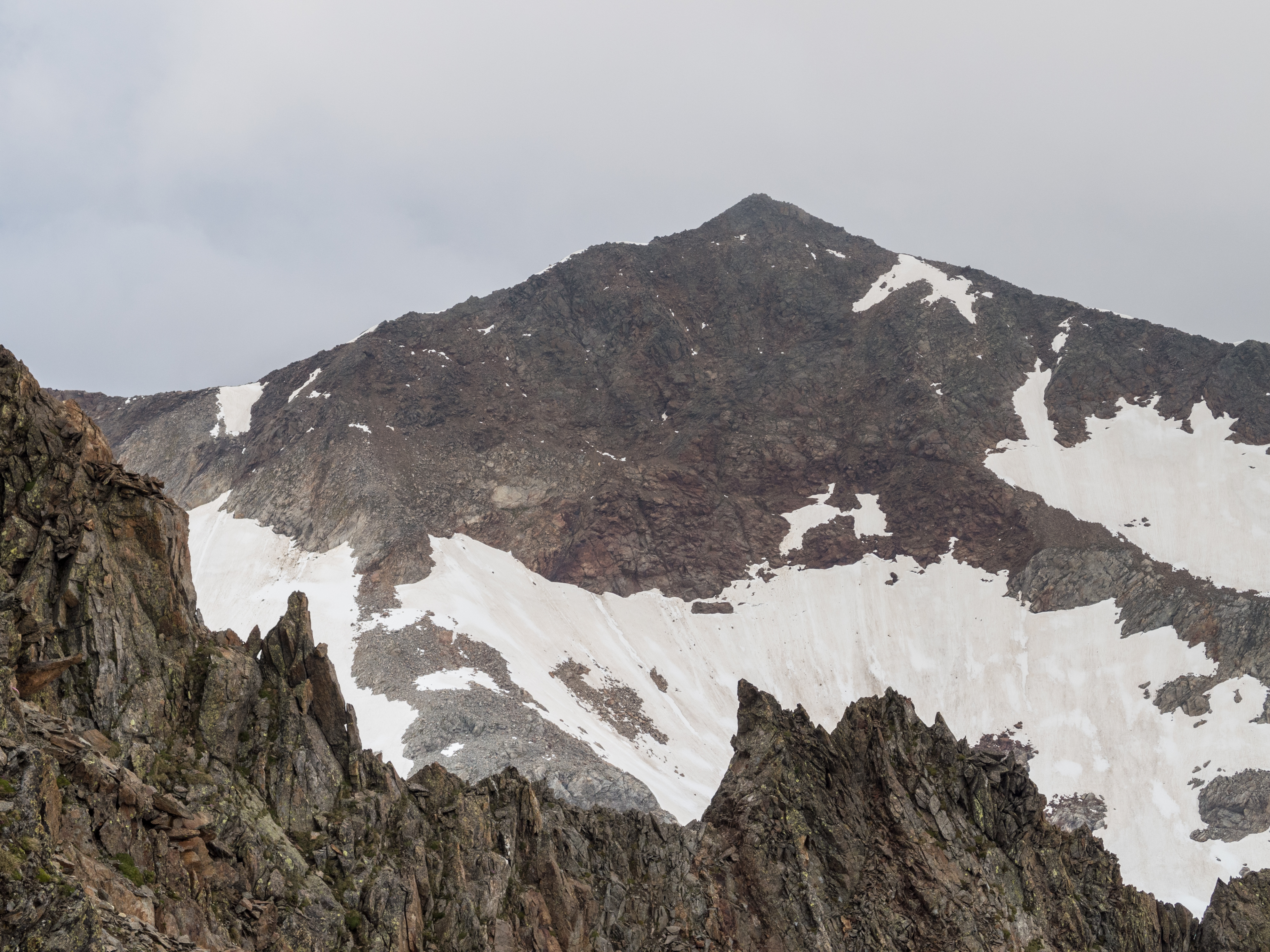

羅特格拉特山（德語：Roter Grat），是中歐的山峰，位於奧地利和意大利接壤的邊境，屬於斯圖拜阿爾卑斯山脈的一部分，距離維爾德弗賴格山0.5公里，海拔高度3,099米。